# Robert A. Pape
Robert Anthony Pape, Jr. (né le 24 avril 1960) est un politologue américain, connu pour ses travaux géopolitiques sur la sécurité internationale, en particulier sur le rôle de l'aviation et les attentats-suicides. Il est actuellement professeur de sciences politiques à l'université de Chicago.

## Carrière
Robert Pape a passé sa thèse de sciences politiques à l'université de Chicago en 1988. Doctorant, il était assistant pour un cours du John Mearsheimer, connu pour ses positions réalistes. Pape a ensuite enseigné au Collège Darmouth (1991-1999) puis à la School of Advanced Airpower Studies, une école militaire, de 1996 à 1999. Depuis, il est enseignant à l'université de Chicago.
Après un article célèbre sur « la logique stratégique des attentats-suicides » (2003), où il a examiné les centaines d'attentats-suicides qui ont lieu des années 1980 à 2003, en avançant la thèse du caractère rationnel de cette tactique, utilisée dans le cadre de conflits asymétriques, il a fondé le Chicago Project on Suicide Terrorism, qu'il préside. Le projet est financé par la Carnegie Corporation, la Defense Threat Reduction Agency du Pentagone, l'université de Chicago et l'Argonne National Laboratory Il a publié Dying to Win: The Strategic Logic of Suicide Terrorism en 2005, qui reprend nombre des thèses de son article. Il souligne en particulier que la moitié des attentats-suicides des années 1980 aux années 2000 ont été commis par les Tigres tamouls, un groupe laïc, nationaliste et marxiste-léniniste, et affirme que la motivation prédominante parmi les auteurs d'attentats-suicides ne provient pas d'une idéologie religieuse, mais d'une lutte nationaliste pour l'auto-détermination.

### Livres à propos de Robert A. Pape
- Precision and Purpose: Debating Robert A. Pape's Bombing to Win, edited by Jonathan Frankel. Frank Cass Publishers, 2004.  (ISBN 0-7146-8108-3) (not yet published)

### Articles
- "Coercive Air Power in the Vietnam War," International Security 15.2 (1990) p.103-146.
- "Coercion and Military Strategy : Why Denial Works and Punishment Doesn't," Journal of Strategic Studies 15.4 (1992) p.423-475.
- "Why Japan Surrendered," International Security 18.2 (1993) p.154-201.
- "The Answer (A Partition Plan for Bosnia)," New Republic 208.24 June 14 (1993) p.22-28. (With John J. Mearsheimer)
- "A Surgical Strike that Could Backfire," New York Times April 27, 1996, p.23.
- "Why Economic Sanctions Do Not Work," International Security 22.2 (Fall 1997).
- "Partition : an Exit Strategy for Bosnia," Survival 39.4 (1997/98) p.25-28.
- "The Limits of Precision Guided Air Power," Security Studies 7.2 (Winter 1997/98) p.93-114.
- "The Air Force Strikes Back : a Reply to Barry Watts and John Warden," Security Studies 7.2 (Winter 1997/98) p.191-214.
- "Why Economic Sanctions Still Do Not Work," International Security 23.1 (été 1998).
- "A Workable Policy on Iraq," Bulletin of the Atomic Scientists 54.3 (1998) p.6.
- "Correspondence: Evaluation Economic Sanctions," with David A. Balwin International Security 23.2 (Fall 1998) p.189-198.
- "The Determinants of International Moral Action," International Organization 53.4 (Autumn 1999).
- "Explaining Costly International Moral Action : Britain's Sixty-year Campaign Against the Atlantic Slave Trade," International Organization 53.4 (1999) p.631-668. (avec Chaim D. Kaufmann).
- "Our Iraq Policy is not Working," New York Times February 24 (2001) p.A-13.
- "Show the Evidence," New York Times October 4 (2001) p.A-27. (avec Chaim Kaufmann)
- "The Wrong Battle Plan," Washington Post October 19 (2001) p.A-29.
- "Wars Can't Be Won Only From Above," New York Times, 21 mars (2003) p.A-19.
- "The Strategic Logic of Suicide Terrorism," American Political Science Review 97.3 (août 2003) p.343-361.
- "Dying to Kill Us," New York Times September 22 (2003).
- "The True Worth of Air Power," Foreign Affairs (mars-avril 2004) p.116-130.
- "Hit or Miss," an exchange with Merrill A. McPeak," Foreign Affairs (September/October 2004)p.160-163.
- "Soft Balancing Against the United States International Security 30.1 (2005) p.7-45.
- "Al Qaeda's Smart Bombs," New York Times July 9 (2005) p.A-13.
- "Blowing Up an Assumption," New York Times, May 18, 2005. (Summarizes the ideas of Dying to Win.)
- "Ground to a Halt," New York Times August 3 (2006) p.A-21.
- "The Growth of Suicide Terrorism," Chicago Tribune September 11 (2006).
- Interview with Robert Pape, The Strategic Logic of Suicide Terrorism, Antiwar.com, October 2, 2008.

### Articles sur Robert A. Pape
- Watts, Barry D. "Ignoring Reality: Problems of Theory and Evidence in Security Studies," Security Studies 7.2 (hiver 1997-98) p.115-171.
- Warden, John A. "Success in Modern War: a Response to Robert Pape's Bombing to Win," Security Studies 7.2 (hiver 1997-98) p.172-190.
- Mueller, Karl. "Strategies of Coercion: Denial, Punishment, and the Future of Air Power," Security Studies 7.3 (printemps 1998) p.182-228.
- "A Scholarly Look at Terror Sees Bootprints in the Sand," Washington Post, July 10, 2005.